# Minangkabau

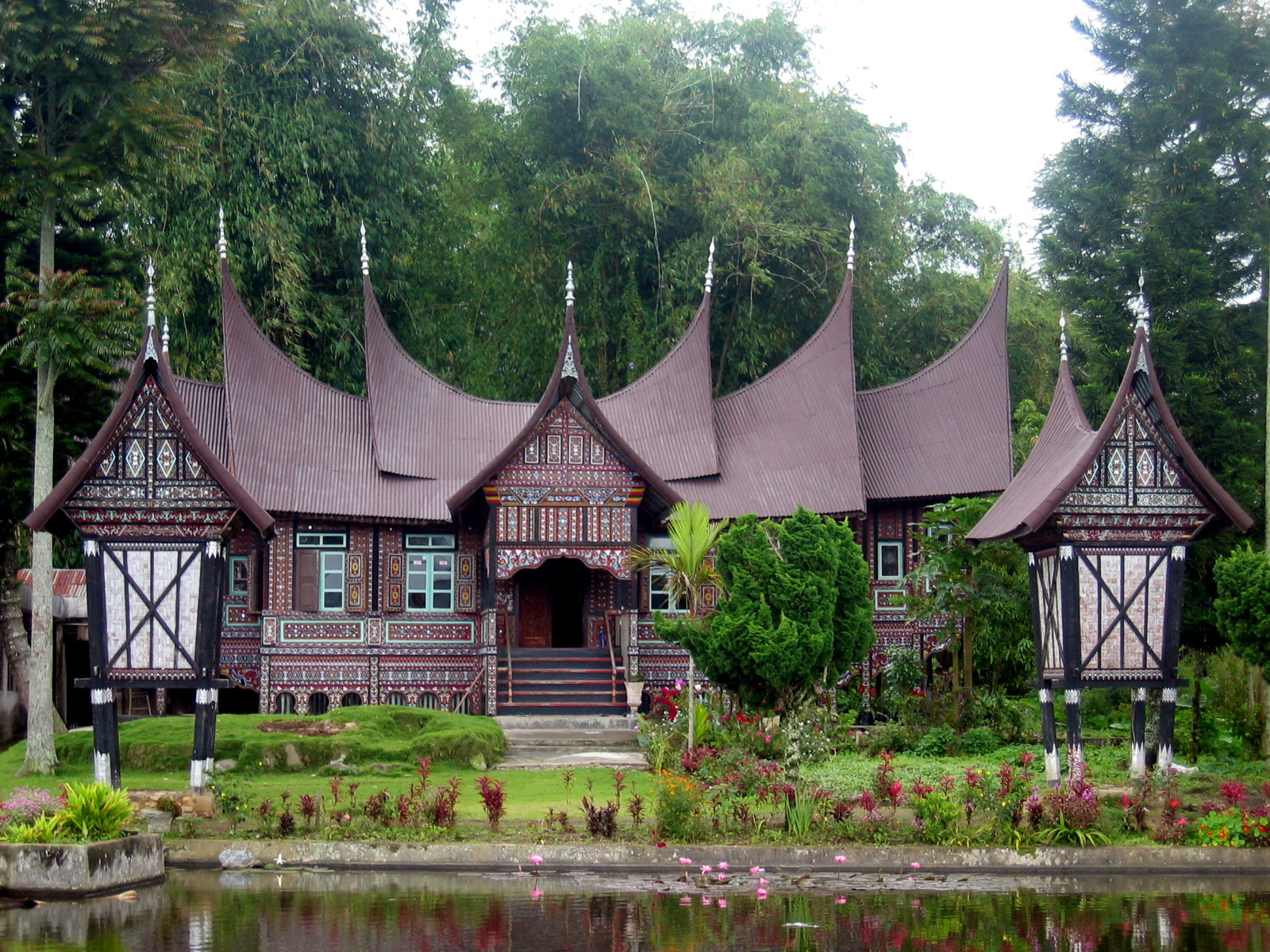
Rumah gadang (wielki dom) Minangkabau. Na przednim planie dwa spichlerze na ryż

Minangkabau, Minang – grupa etniczna, której kolebką są wyżyny środkowej Sumatry (Darek). Ludność ta zasiedliła później także tereny przybrzeżne (rantau) i obecnie dominuje na obszarze prowincji Sumatra Zachodnia.
Ludzie Minangkabau przez szereg lat pozostawali dla „outsiderów” grupą enigmatyczną, znaną jako łącząca sprzeczności: patrylinearnie zorientowany islam z matrylinearną strukturą społeczną, wykształcenie i przedsiębiorczość z „archaicznymi” tradycjami (adat) oraz mobilność z silnym poczuciem tożsamości etnicznej i przywiązaniem do miejsca pochodzenia.
Posługują się językiem minangkabau.

## Geneza nazwy Minangkabau
Termin Minangkabau odnotowany został po raz pierwszy w 1365 r., na liście głównych malajskich zwierzchników jawajskiego królestwa Majapahit. Pojawił się również w kronice dynastii Ming z 1405 r. Oznacza to, że był to politycznie znaczący obszar/ustrój już co najmniej 600 lat temu. Współcześnie nazwa Minangkabau wyjaśniana jest za pomocą legendy wywodzącej to określenie od słów menang kabau („zwycięski bawół”). Mówi ona o najeździe jawajskich wojsk na terytorium Minangkabau oraz zgodzie dowódców obu stron na zaniechanie walk i zorganizowanie w zamian walki bawołów. Zwyciężyli ją podstępem miejscowi mieszkańcy, wystawiając młodego, głodzonego przez kilka dni byka, który po zobaczeniu dorosłego bawołu reprezentującego Jawajczyków szukał na jego podbrzuszu wymion. Do rogów (w innej wersji legendy do nozdrzy) miał przymocowane metalowe kolce, którymi ranił dorosłego bawołu doprowadzając do jego śmierci i tym samym zwycięstwa lokalnej ludności nad najeźdźcami. Ta opowieść jest bardzo często przytaczana nie tylko w przewodnikach turystycznych, ale także w publikacjach naukowych, jako wyjaśniająca nazwę Minangkabau. Prawdopodobnie stworzona została stosunkowo niedawno, a popularność zyskała w okresie kolonialnym. Odgrywa jednak bardzo dużą rolę w budowaniu wspólnoty, poprzez odwoływanie się do wspólnej przeszłości, pochodzenia i terytorium (Świat Minangkabau) oraz czasów – co najmniej do XIV w. Jedną z pierwszych jej wersji przytoczył William Marsden.

## Kultura

### Struktura społeczna
Zgodnie z tradycyjnym prawem kobiety posiadają wiele przywilejów. Matrylokalność sprawia, że są one przez całe życie otoczone członkami swojej rodziny. Mężczyźni są kulturowo zobligowani do zwracania uwagi przede wszystkim na potrzeby swoich sióstr i ich dzieci, co zapewnia kobietom poczucie stabilizacji i bezpieczeństwa. Ponadto ziemia, czyli pola uprawne i ogrody są dziedziczone w linii żeńskiej, dzięki czemu kobiety są w stanie zapewnić żywność dla swoich rodzin. Dzieci zawsze należą do klanu matki. Te uwarunkowania sprawiają, że to kobiety są „kręgosłupem” społeczności i bez nich klan lub linia mogłyby wyginąć. W tradycyjnej rodzinie najstarsza kobieta cieszy się największym szacunkiem, ma decydujący głos w rozstrzyganiu sporów i problemów oraz trzyma pieczę nad rodzinnym dziedzictwem (ceremonialnymi tkaninami, biżuterią, naczyniami itp.). Kobiety są zobligowane do przedkładania interesów swojego lineażu ponad interes własny czy swego męża. Posiadanie tak szerokich praw warunkuje dużą samodzielność i niezależność kobiet Minangkabau, w przeciwieństwie do kobiet z innych grup etnicznych Indonezji.
Mężczyzna w tradycyjnej społeczności Minangkabau pełni trzy role – wuja, męża i ojca. Mężczyźni posiadający odpowiednie cechy charakteru i pochodzenie mogą także pełnić funkcje przywódcze w wiosce. Najważniejsza pozostaje jednak rola najstarszego wuja (przede wszystkim jeśli pełni również rolę przywódcy lineażu), który musi być obrońcą wszystkich swoich sióstr oraz ich dzieci, a także reprezentować interesy swojej rodziny na zebraniach wioskowych. Jako członek zgromadzenia powinien także dbać o dobrobyt i rozwój lokalnej społeczności, a jako ojciec odpowiadać za własne dzieci. Mężczyzna Minangkabau przez całe życie pozostaje silnie związany z klanem swojej matki.

### Adat
Adat Minangkabau dzielony jest na cztery rodzaje:

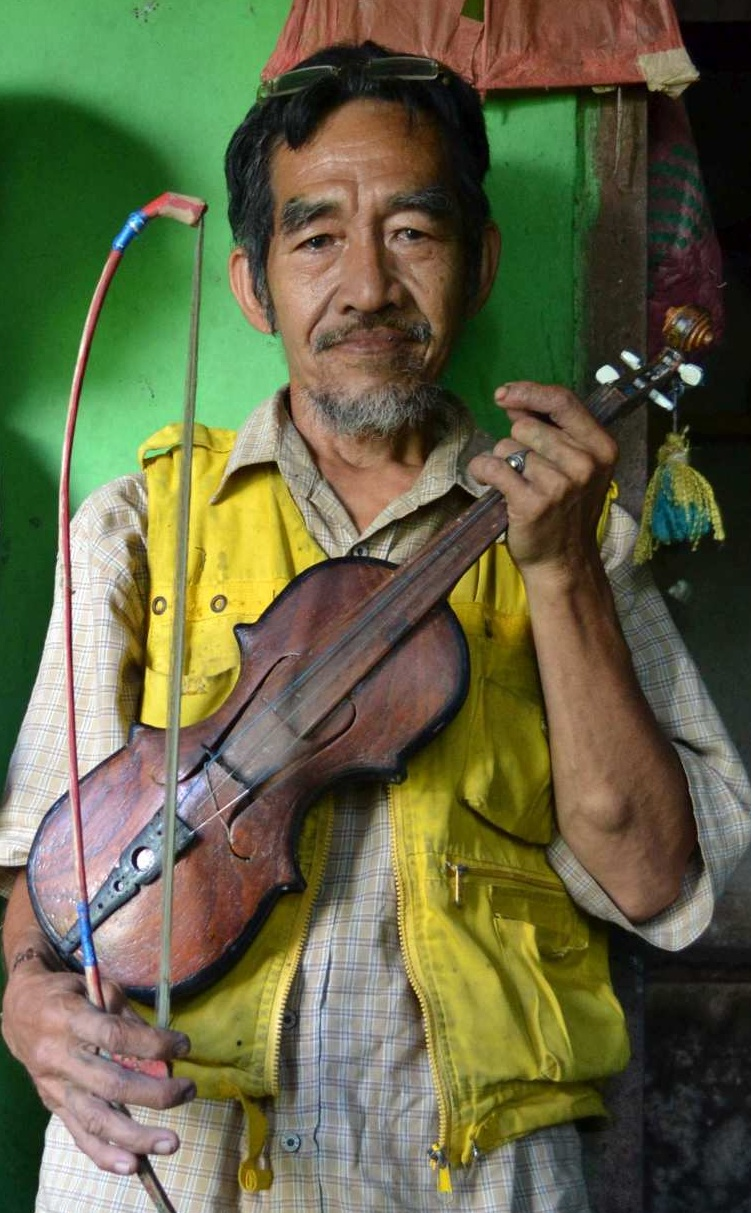
Muzyk – Dalimus Arip – ze swoim rababem pasisie

1. Adaik nan sabana adaik – coś wiecznego, niezależnego od czasu miejsca i sytuacji.
2. Adaik nan diadaikan – zasady/prawa wprowadzone przez tradycyjnych bohaterów i pierwszych władców Minangkabau: Datuk Ketemanggungan i Datuk Prepatih Nan Sabatang.
3. Adaik nan taradaik – zasady zmienne, ustalane przez starszyznę i zarząd jednostek administracyjnych.
4. Adaik istiadaik – tradycje wynikające z przyzwyczajeń, podlegające zmianom, na przykład zasady odbywania się wesel[7]

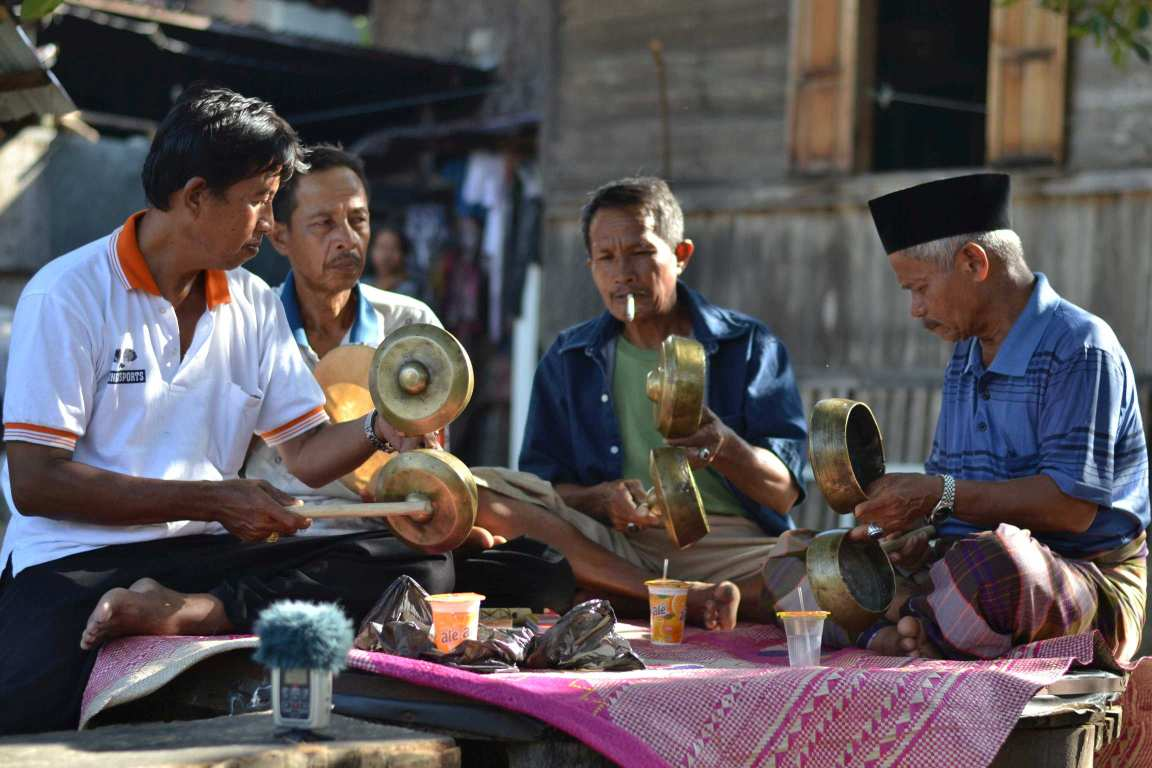
Muzycy – Syamsuar, Syaiful, Kasril, Syafri – grający na talempongu pacik

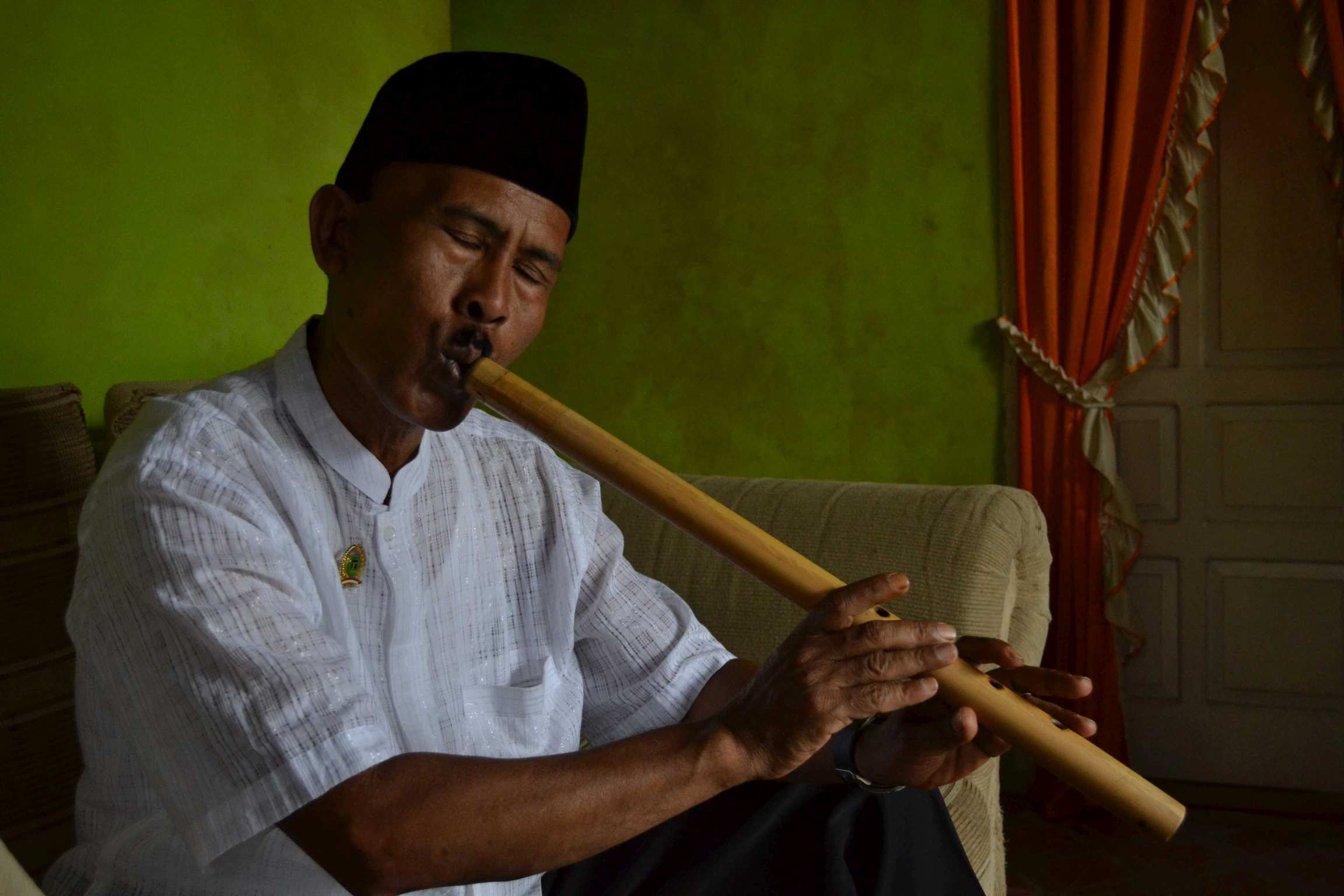
Muzyk, Mawardi B.A., grający na flecie saluang darek

### Sztuki performatywne
Ludzie Minangkabau szczególnie cenią umiejętność ładnego mówienia, w związku z czym podczas wielu uroczystości wyjątkowe miejsce zajmują tradycyjne przemowy oraz dyskusje wykorzystujące tradycyjne przysłowia i poezję, a także tradycyjny teatr randai i śpiewane opowieści – kaba. Wśród instrumentów muzycznych szczególne miejsce zajmuje lutnia smyczkowa rabab pasisie, bambusowy flet saluang i zestaw niewielkich gongów talempong. Do najczęściej wykonywanych tańców należą taniec z talerzami (tari piring), taniec ze świecami (tari lilin) oraz rantak. Do sztuk performatywnych zaliczany jest współcześnie także pencak silat – tradycyjna sztuka walki, prezentowana często przy dźwiękach muzyki.

### Architektura
Tradycyjne, długie domy zwane rumah gadang stanowią jeden z najbardziej rozpoznawalnych i spektakularnych elementów kultury materialnej grupy Minangkabau. Forma domu związana jest ściśle ze strukturą społeczną Minangkabau, a proces jego budowy cechuje się określonymi zasadami i ładem. Kształt ich dachów nawiązuje do bawołu – zwierzęcia istotnego dla życia i kultury mieszkańców Zachodniej Sumatry. Ściany frontowe zdobione są rzeźbionymi ornamentami, których kształt i kolor ma symboliczne znaczenie. Usman podaje, że istnieją co najmniej dziewięćdziesiąt cztery ornamenty, którymi mogą być zdobione domy. Wśród nich nie występują wzory obrazujące postacie zwierzęce czy ludzkie, ale mogą one nosić nazwy do nich nawiązujące, na przykład tupai tatagun („zaskoczona wiewiórka”). Wnętrze domu podzielone jest wzdłuż na połowę, z których jedna stanowi główne pomieszczenie służące do zgromadzeń. Druga część domu podzielona jest natomiast na mniejsze pomieszczenia, które stanowią sypialnie dla małżeństw lub niezamężnych jeszcze kobiet. Starszyzna, młodzi mężczyźni i dzieci sypiają w głównej części domu. Przed tradycyjnym domem często znajduje się spichlerz na ryż. Przed domem, zgodnie z tradycją, powinny stać trzy spichlerze, w których przechowywany jest ryż osobno do codziennego użytku, na rodzinne uroczystości i dla gości.

### Rękodzieło
Mieszkańcy poszczególnych wiosek na terenie Minangkabau specjalizują się w produkcji określonych typów rękodzieła. Są wśród nich wyroby ze srebra i złota z użyciem technik filigranu i granulacji, tkaniny songket zdobione złotą lub srebrną nicią, rzeźbione wyroby drewniane – przede wszystkim meble i dekoracje domów, a także plecione narzędzie codziennego użytku – kosze, siatki itp.

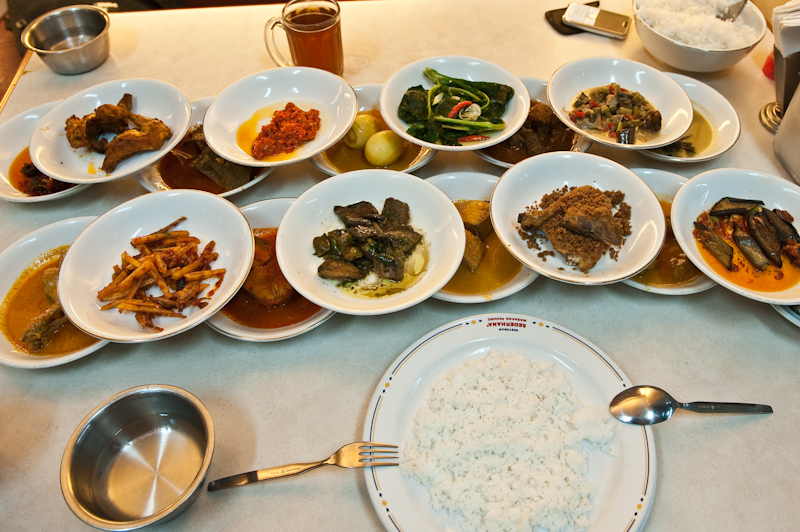
Tradycyjny sposób podawania potraw na Sumatrze Zachodniej

### Kuchnia
W Indonezji i na świecie Minangkabau są znani dzięki swojej specyficznej kuchni, charakteryzującej się przede wszystkim wyjątkową pikantnością. Na wielu wyspach Indoenzji, a także zagranicą można spotkać restauracje zwane Masakan Padang, podające specjały wywodzące się z Zachodniej Sumatry. Należy do nich przede wszystkim rendang – wołowina gotowana w mleku kokosowym, danie, które zajmuje pierwsze miejsca na światowych listach najlepszych potraw. Bardzo charakterystyczny jest też sposób podawania potraw na Zachodniej Sumatrze – przed gościem stawianych jest wiele małych miseczek zawierających niewielkie porcje różnych dań oraz duży talerz z białym ryżem – podstawowym składnikiem pożywienia.